# Vzhůru do Svatoparku!
Vzhůru do Svatoparku! (v anglickém originále I'm Goin' to Praiseland) je 19. díl 12. řady (celkem 267.) amerického animovaného seriálu Simpsonovi. Scénář napsala Julie Thackerová a díl režíroval Chuck Sheetz. V USA měl premiéru dne 6. května 2001 na stanici Fox Broadcasting Company a v Česku byl poprvé vysílán 17. prosince 2002 na stanici ČT1.

## Děj
Během zmrzlinového večírku v kostele se Ned Flanders znovu setká s Rachel Jordanovou, se kterou se seznámil v epizodě Kdo ví, kdo ovdoví? poté, co ji a její křesťanskou rockovou kapelu slyšel zpívat v kostele po ztrátě své ženy Maude. Rachel se rozhodne zůstat u Neda přes noc, ale po probuzení odejde a zjistí, že Ned, který se ještě nepřenesl přes Maudinu smrt, jí ostříhal vlasy, aby se podobaly Maudiným. Ned požádá rodinu Simpsonových, aby mu pomohla zapomenout na Maude tím, že vyhodí vše, co mu ji v domě připomíná, kromě skicáku. Ned si prohlíží její četné náčrtky, až najde návrhy na křesťanský zábavní park s názvem Svatopark. S podporou svých synů a Simpsonových se rozhodne splnit Maudin sen a postavit na její počest křesťanský zábavní park. 
Když se Svatopark otevře, obyvatelé městečka jsou odrazeni jeho přílišnou zdravostí a odcházejí, dokud se před její pamětní sochou nevznese do vzduchu maska Maudina obličeje. V domnění, že jsou svědky zázraku, se měšťané shromáždí a krátce sledují, jak se maska vznáší, dokud se ředitel Skinner nezhroutí poblíž sochy a nezažije vidění nebe. Návštěvníci parku se pak okamžitě rozhodnou zažít své vlastní vize nebe díky soše. Simpsonovi přitom Neda povzbuzují, aby peníze navíc z těchto akcí věnoval místnímu sirotčinci. 
Ned vysvětluje dětem, že je to Boží vůle, dokud si nevšimne Homera, který se snaží pracovat s plynovým grilem u stánku s občerstvením. Poté zjistí, že plynové potrubí poblíž Maudiny sochy uniká, což způsobuje, že se všichni nadýchají výparů, a proto mají vidiny. Od energetické společnosti zjistí, že plyn je nebezpečný, a snaží se místo uzavřít, ale Homer upozorní, že Svatopark všechny spojil. Radost však netrvá dlouho, když Homer spatří dva sirotky, kteří si poblíž unikajícího plynu zapalují svíčky, a donutí Neda, aby se s nimi vypořádal dřív, než dojde k výbuchu. Obyvatelé města se domnívají, že Ned a Homer děti napadli, a tak je Ned nucen Svatopark uzavřít. Rachel, nyní v paruce, aby zakryla ostříhané vlasy, se vrací a Ned ji pozve na rande. Té noci se Ned zbaví Maudina otisku na své posteli a naplánují si s Rachel další rande.

## Produkce
Díl napsala Julie Thackerová a režíroval jej Chuck Sheetz. Nápad na Svatopark pochází z křesťanského zábavního parku Heritage USA, jenž byl postaven ve Fort Mill v Jižní Karolíně v 70. letech. Únik plynu, k němuž v epizodě dojde, je založen na skutečné události, která se stala v Disney Worldu. Biblický žvýkačkový produkt, který se prodává ve Svatoparku, byl skutečný, což autoři nevěděli, a podle výkonného producenta Mikea Scullyho je zažalovali majitelé společnosti, jež skutečný produkt vyráběla.
Epizoda znamenala návrat postavy Rachel Jordanové, která se předtím objevila v 11. řadě v dílu Kdo ví, kdo ovdoví? Hlas Rachel v obou epizodách namluvila americká hudebnice Shawn Colvinová.

## Přijetí
Díl byl původně vysílán na stanici Fox ve Spojených státech 6. května 2001. 18. srpna 2009 vyšel na DVD jako součást boxu The Simpsons – The Complete Twelfth Season. Členové štábu Mike Scully, Al Jean, Ian Maxtone-Graham, Carolyn Omineová, Don Payne, Matt Selman, Tom Gammill a Chuck Sheetz se podíleli na audiokomentáři k této epizodě na DVD. V boxu se objevily i vymazané scény z dílu, včetně alternativního konce.
Kritika udělila dílu obecně smíšená hodnocení. Colin Jacobson z DVD Movie Guide se vyjádřil, že „vzhledem ke svému tématu s sebou Svatopark nese velké riziko, že se stane sentimentálním. A to se také děje! Od řídké zápletky až po neinspirativní gagy, podívaná nikdy nedokáže dostat nohy pod nohy. Tohle jsou zapomenutelní Simpsonovi.“ Nancy Basileová z About.com ve své recenzi napsala, že epizoda „byla zčásti dojemná, zčásti strašidelná a zčásti hysterická. Homer byl ve své staré kůži: Jeho srdce bylo na správném místě, ale všechno pokazil. Soucítila jsem s Nedem, ale zároveň jsem se ušklíbla, když se dotkl Maudina otisku na posteli. Jedinou opravdovou výtku mám k samotnému konci. Několik posledních dílů (12. řady) mělo typické sitcomové závěry.“